# Konoplisko
Konoplisko – dawny folwark na Białorusi, w obwodzie brzeskim, w rejonie prużańskim, w sielsowiecie Zieleniewicze. Leżał ok 3 km na północny wschód od Hołowczyc.
W dwudziestoleciu międzywojennym miejscowość leżała w Polsce, w województwie białostockim, w powiecie wołkowyskim. 16 października 1933 utworzyła gromadę Konoplisko w gminie Podorosk, obejmującą Konoplisko, Michalin, Olesin i Tadzin. Po II wojnie światowej weszła w struktury ZSRR.